# 馬利尼謝
馬利尼謝（烏克蘭語：Малинище），是烏克蘭西部的村莊，隸屬利維夫州的佐洛奇夫區。該村始建於600年，面積0.06平方公里，海拔高度372米，2001年人口18，人口密度每平方公里300人。